# Shock eléctrico
Shock eléctrico es un álbum recopilatorio, perteneciente al grupo musical argentino, La Sobrecarga.  Este trabajo cuentas con las canciones de los dos primeros discos de la banda, que fueron editados a fines de los años 80.

## Canciones
Todas las canciones escritas y compuestas por La Sobrecarga. 
| N.º | Título                   | Duración |  |
| 1.  | «Condenado»              | 03:53    |  |
| 2.  | «Viajando hacia el este» | 04:37    |  |
| 3.  | «Es telepatía»           | 03:45    |  |
| 4.  | «Viviendo en la línea»   | 04:30    |  |
| 5.  | «Lamari tam tam»         | 03:00    |  |
| 6.  | «Malos pensamientos»     | 05:35    |  |
| 7.  | «Cabeza rota»            | 03:55    |  |
| 8.  | «Conexión París»         | 04:54    |  |
| 9.  | «Lejano y cercano»       | 03:20    |  |
| 10. | «Acción y reacción»      | 05:07    |  |
| 11. | «Verano negro»           | 05:03    |  |
| 12. | «Sentidos congelados»    | 03:38    |  |
| 13. | «El viejo truco»         | 03:45    |  |
| 14. | «Shock eléctrico»        | 03:51    |  |
| 15. | «Sombras españolas»      | 04:10    |  |
| 16. | «Rock and oil»           | 03:36    |  |
| 17. | «El gran laboratorio»    | 02:53    |  |
| 18. | «Sierra tribal»          | 02:06    |  |